# Ochetostoma senegalense
Ochetostoma senegalense är en djurart som tillhör fylumet skedmaskar, och som beskrevs av Stephen, A.C. 1960. Ochetostoma senegalense ingår i släktet Ochetostoma och familjen Echiuridae. Inga underarter finns listade i Catalogue of Life.